# Johann Heinrich Egli (Maler)
Johann Heinrich Egli (* 1776 in Nussberg; † 3. Oktober 1852) war aufgrund seiner grossräumigen Aktivitäten in den Kantonen Zürich, Aargau, Basel-Landschaft, Luzern, Solothurn und Bern einer der bedeutendsten Kachelofenmaler der ersten Hälfte des 19. Jahrhunderts in der Deutschschweiz.

## Leben und Wirken

### Herkunft und Ausbildung
Johann Heinrich Egli wurde 1776 in Nussberg bei Winterthur geboren. Wo er seine Ausbildung zum Fayence- und Ofenmaler erhielt, wer ihn schulte und auf den Beruf vorbereitete, ist unbekannt. Winterthur stellte zu dieser Zeit ein Zentrum des Ofenbaus dar. Seine berufliche Karriere als Ofenmaler begann offenbar in Elgg im Kanton Zürich, ebenfalls unweit von Winterthur gelegen. Dort ist er im Jahr 1806 als Maler für das Stubenzeichen der Elgger Hafner und für das im selben Jahr entstandene Titelbild des Handwerksbuches nachweisbar. Ausserdem bemalte er zwischen 1806 und 1816 Kachelöfen für den Elgger Hafner Salomon Spiller.

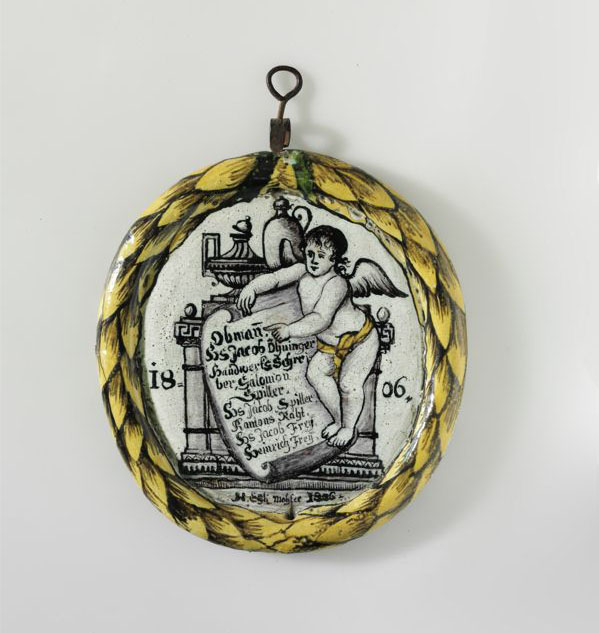
Stubenzeichen der Hafner von Elgg, Vorderseite, gemalt von J.H.Egli, 1806. (Schweizerisches Nationalmuseum Zürich, Inv.-Nr.LM-8644)
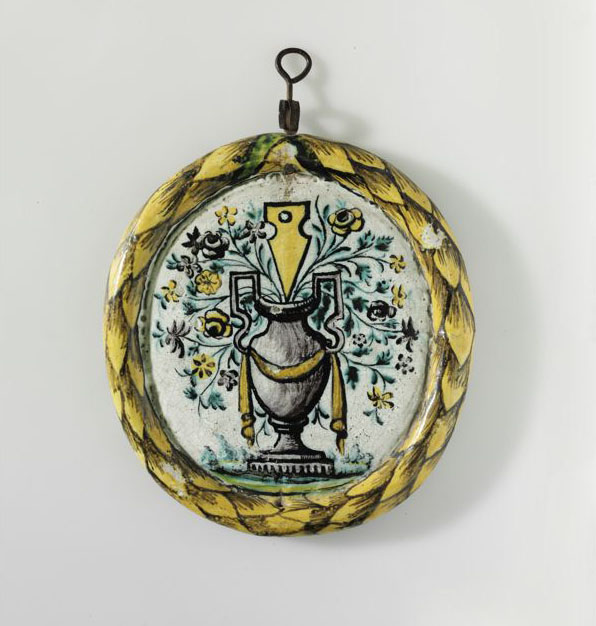
Stubenzeichen der Hafner von Elgg, Rückseite mit Darstellung einer Abdrehschiene. (Schweizerisches Nationalmuseum Zürich, Inv.-Nr.LM-8644)
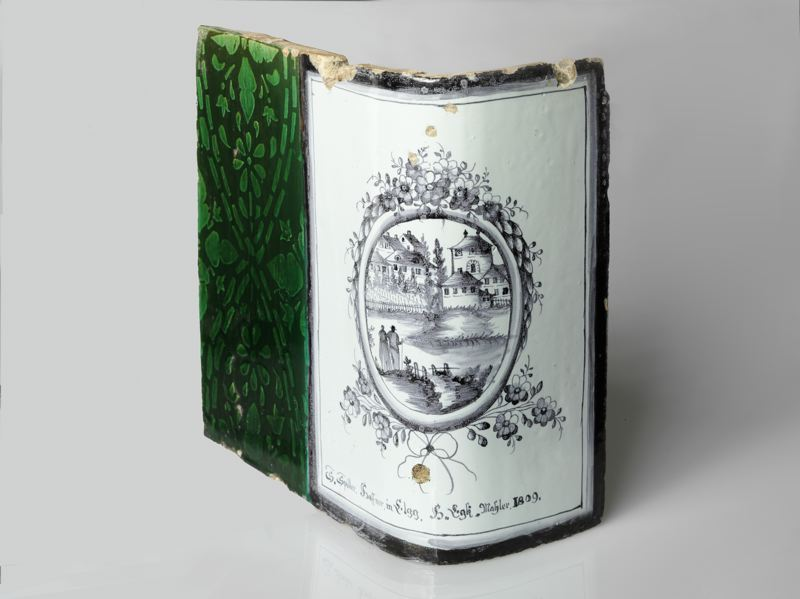
Eckachel der Hafnerei Salomon Spiller, Elgg, Kanton Zürich, 1809. (Schweizerisches Nationalmuseum Zürich, Inv.-Nr.LM-19602)
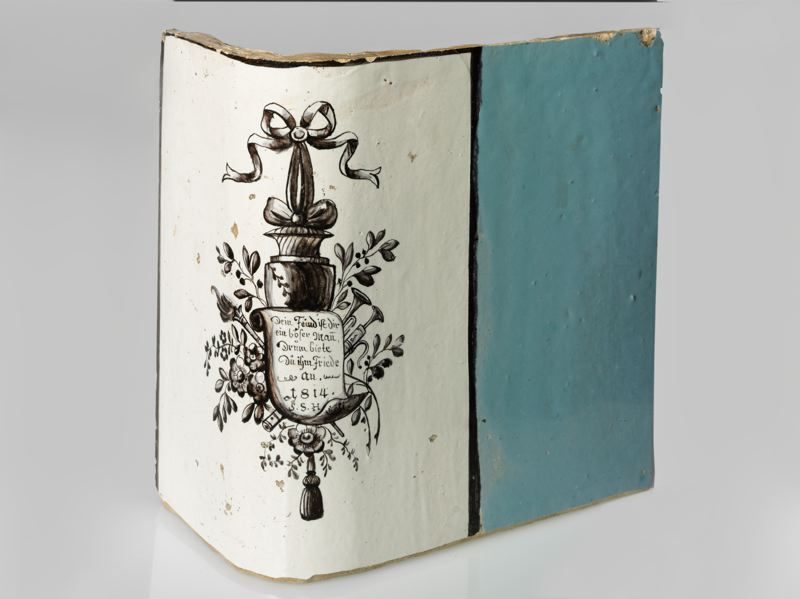
Hafnerei Salomon Spiller, Elgg, Kanton Zürich, 1814 (Schweizerisches Nationalmuseum Zürich, Inv.-Nr.LM-19604)
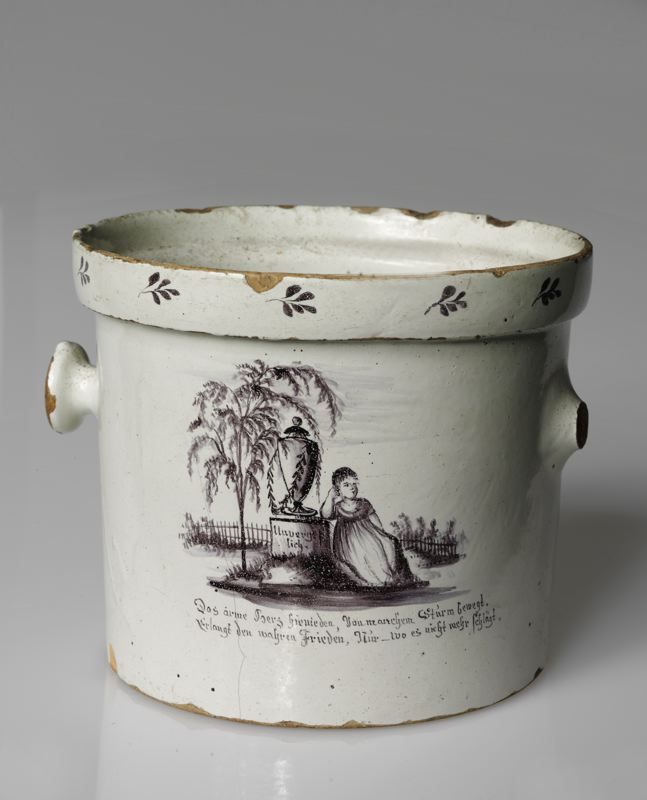
«Cache-pot» aus Fayence, Hafner Rudolf Kuhn aus Pfäffikon, Kanton Zürich, 1812. (Schweizerisches Nationalmuseum Zürich, Inv.-Nr.LM-29284)

Zwischen 1811 und 1817 arbeitete Egli auch für den Hafner Rudolf Kuhn aus Pfäffikon ZH. Dieser Zusammenarbeit entsprang auch ein 1812 datierter und signierter «Cache-pot» aus Fayence.
Egli bemalte seine Kacheln von im Stil des Empire bzw. des Klassizismus und Biedermeier. Als Malfarbe verwendete er auf den glatten, nicht reliefierten Fayencekacheln (Blattkacheln, Eckkacheln, Gesimskacheln) überwiegend ein zeittypisches Manganviolett. Nur in ganz seltenen Fällen wagte er auch mehrfarbige Ausführungen. Einige wenige museal erhaltene Schüsseln belegen, dass er neben den Kachelöfen gelegentlich auch Gefässe zu Dekorationszwecken bemalte.

Manganviolett bemalte Ofenkachel, um 1820/1830
Polychrom bemalte Ofenkachel, der Ofen ist 1818 datiert
Ofenkachel im Stil des Empire, datiert 1814
Ofenkacheln mit kleinen Landschaften in Medaillons im Stil des Empire, Ofen datiert 1815
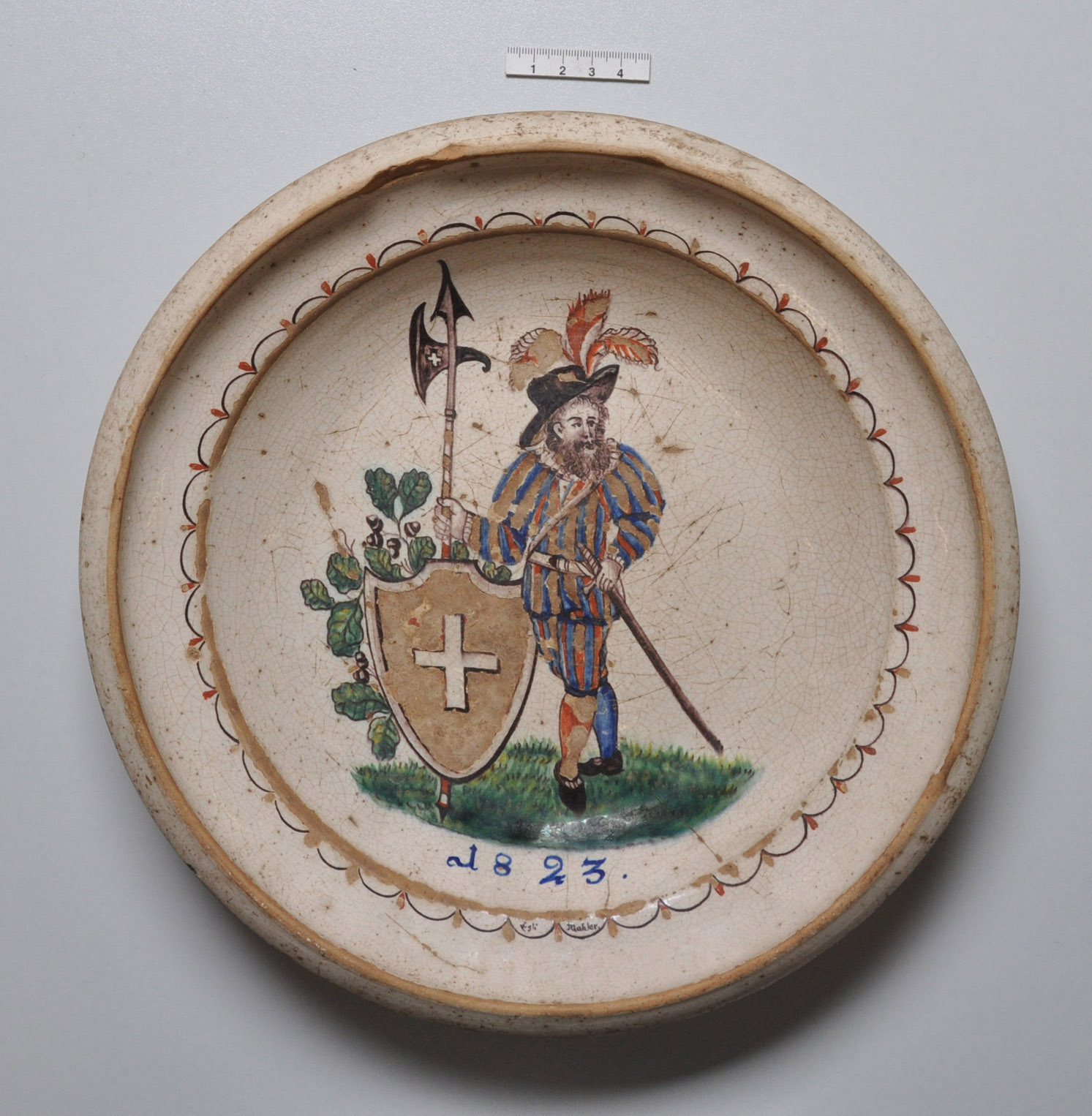
Schüssel, unbekannte Hafnerei, von Johann Heinrich Egli bemalt und signiert 1823

### Wohnsitz und Tätigkeit in Aarau

Fayence-Ofenkacheln für verschiedene schweizerische Hafner, bemalt von J.H. Egli

Vermutlich um 1813 verlagerte Egli seinen Wirkungskreis überwiegend in den Aargau und liess sich in Aarau nieder. Die Gründe hierfür sind unbekannt. In Aarau heiratete er 1816 die Aarauerin Salomea Hagenbuch. Die Liste der Ofenhersteller, für die Egli gearbeitet hat, umfasst aufgrund seines Wohnortes einerseits die Hafner der Stadt Aarau, reicht aber im Westen auch bis nach Burgdorf und Bern. Er arbeitete in Aarau von 1813 bis mindestens 1835 für Johann Jakob Andres den Älteren (1770–1839) bzw. Johann Jakob Andres den Jüngeren (1775–1839). Ausserdem finden sich 1842 und 1846 Kacheln für Gottlieb Andres (vermutlich Friedrich Gottlieb den Älteren, 1816–1870), 1850 für Johann Andres, 1841 für Jakob Friedrich Andres (Lebensdaten unbekannt), 1848 für Friedrich Andres Bodmer (Lebensdaten unbekannt), 1815 für Andreas Ehrsam (1792–1841), 1831 und 1842 für Daniel Ehrsam (1802–1859), 1818 und 1835 für Joh. Jakob Fisch (1771–1836), 1820 für (Beat) Daniel Fischer (1779–1843), 1831 für Samuel Richner (1797–1861) sowie im Jahr 1850 für Friedrich Henz (1811–1877). Ebenfalls im aargauischen Zofingen arbeitete er zumindest 1813 für die Hafnerei Johannes Zurlinden.

### Tätigkeiten in den Kantonen Bern und Aargau
In die Frühphase seiner Tätigkeit im Aargau fallen auch Geschäftsbeziehungen nach Burgdorf und nach Bern. In Burgdorf war Egli für den Hafner Joh. H. Aeschlimann (Hafnereinachweis 1804–1848) tätig. Auch der bernische Hafner S. Lager liess Egli für sich malen, wie die Reste eines Ofens belegen, der heute im Baumaterialdepot der Denkmalpflege des Kantons Bern aufbewahrt wird. Der signierte Ofen stand ursprünglich im 3. Stock des Hauses Kramgasse 22 in Bern. Ein weiterer von Egli bemalter Ofen von S. Lager befindet sich angeblich auf der Burg Alt-Falkenstein, Klus SO. Ausserdem verwahrte der Rittersaalverein Burgdorf unter Inv. Nr. IV-1268 einen vollständigen Ofen unbekannter Provenienz mit der Signatur «Frau Wwe. Jenner Hafnerin in Bern und K. Mangold, Meistergesell, Egli Maler». Angesichts der Aktivitäten Eglis in Burgdorf und Bern muss der 1823 datierte Ofen aus dem 1. OG des Gasthof «Bären» in Utzenstorf BE wohl nicht zwingend einer Aarauer Werkstatt zugeschrieben werden.

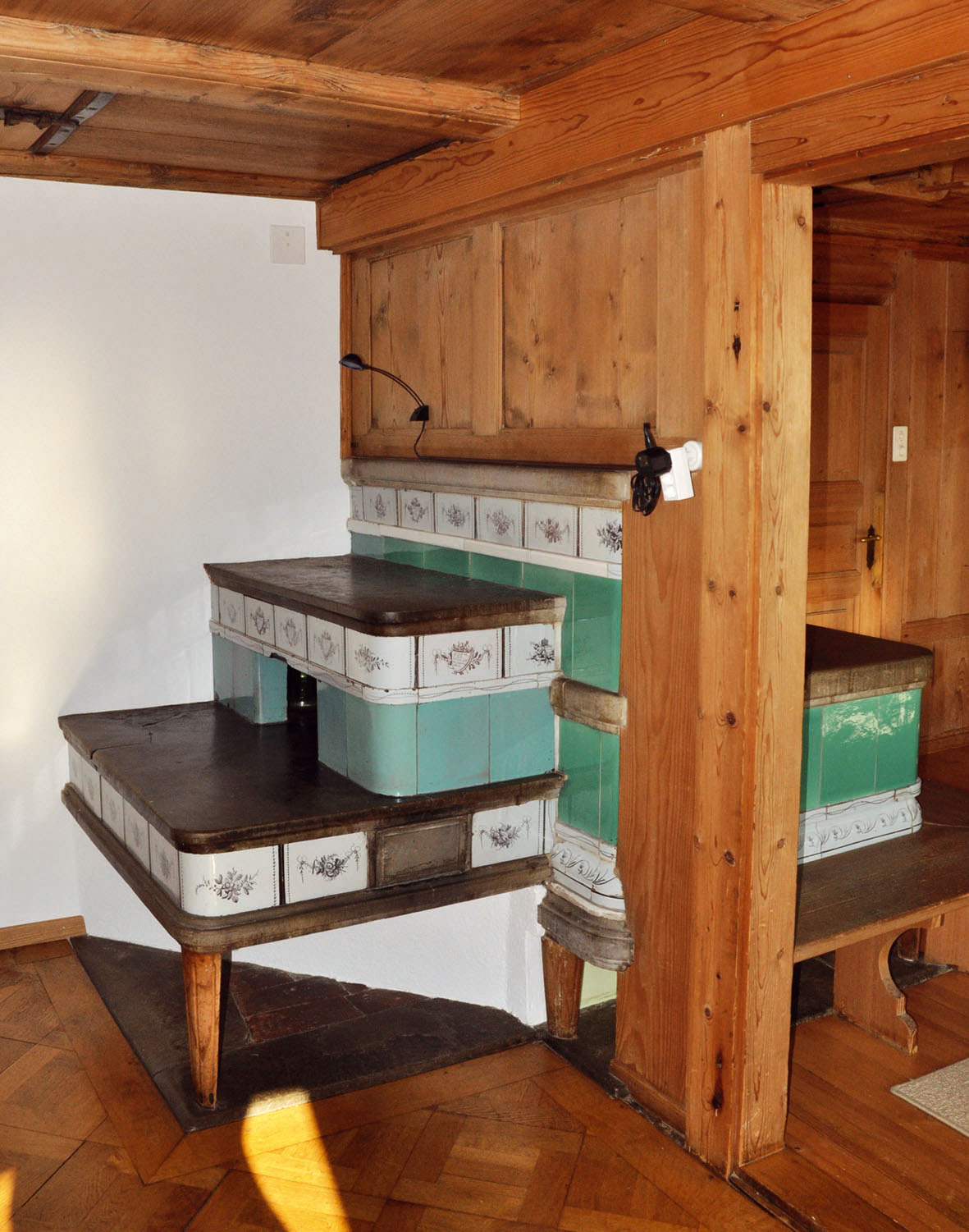
Kachelofen 1819, Hafnerei Staub Langenthal
Ofenkacheln 1819, bemalt von Johann Heinrich Egli

In Langenthal BE arbeitete Egli auch für den Hafner Johannes Staub, der von 1803 bis 1824 die dortige Werkstatt führte. Dies lässt sich archivalisch bzw. anhand stehender Öfen und erhaltener Einzelkacheln nachweisen. Dabei reichte die Beschäftigung Eglis auch über eine erste wirtschaftliche Krise im Jahr 1819 hinaus und wurde unter dem Sohn Johannes Staub (1801–1847?) bis mindestens in die 1830er Jahre fortgesetzt.
Zwischen 1834 und 1848 arbeitete Egli auch für den Hafner Wolfgang Schmid in Gipf-Oberfrick AG. Dieser kombinierte Eglis Fayencekacheln unter anderem mit Blattkacheln mit Schablonendekor. Für die Hafner der Familie Anderegg in Wangen an der Aare BE hat Egli zumindest im Jahr 1829 ebenfalls gearbeitet, jedoch ist hier mangels Bildvorlagen kaum eine Übersicht möglich. Gleiches gilt für seine Arbeiten für die Hafner Sommerhalder in Burg bei Menziken AG.

### Tätigkeit für Johann Jakob Grütter in Seeberg
Etwas besser sind die Arbeiten für Johann Jakob Grütter in Seeberg BE belegt. Diese umfassen mindestens die Zeitspanne von 1831 bis 1843. Dabei finden sich auch einfache, mit Vasen und Girlanden geschmückte Kacheln, wie sie für die von Egli bemalte Aarauer Produktion so typisch sind. Ab 1831 begegnen aber auch äusserst anspruchsvolle, grossformatige, langrechteckige Kacheln mit langen Sprüchen und teilweise szenischen Darstellungen. In diese Gruppe gehört auch der 1836 datierte Ofen im Schlossmuseum Burgdorf und ein Ofen in Melchnau BE. Die Darstellungen vertreten zusammen mit langen Sprüchen oder Gedichten patriotische Themen («Schweizer Wahlspruch») bzw. philosophisch-religiöse und moralisierende Themen («Unser Leben gleicht den Jahreszeiten», «Andenken», «Fleiss und Belohnung», «Die flüchtige Zeit»). Vor allem das letztgenannte Thema ist bis heute relevant. Egli hat dazu folgenden Text auf der Kachel hinterlassen:
Rosen pflücken, wan sie blühn! Morgen ist nicht heut’.

Keine Stunde lasst entfliehn! Flüchtig eilt die Zeit.

Zu Genuß und Arbeit ist heut’ Gelegenheit.

Wer weiss wo man morgen ist? Flüchtig eilt die Zeit.

Aufschub einer guten That, hat schon oft gereut.

Thätig leben ist mein Rath; Flüchtig eilt die Zeit.

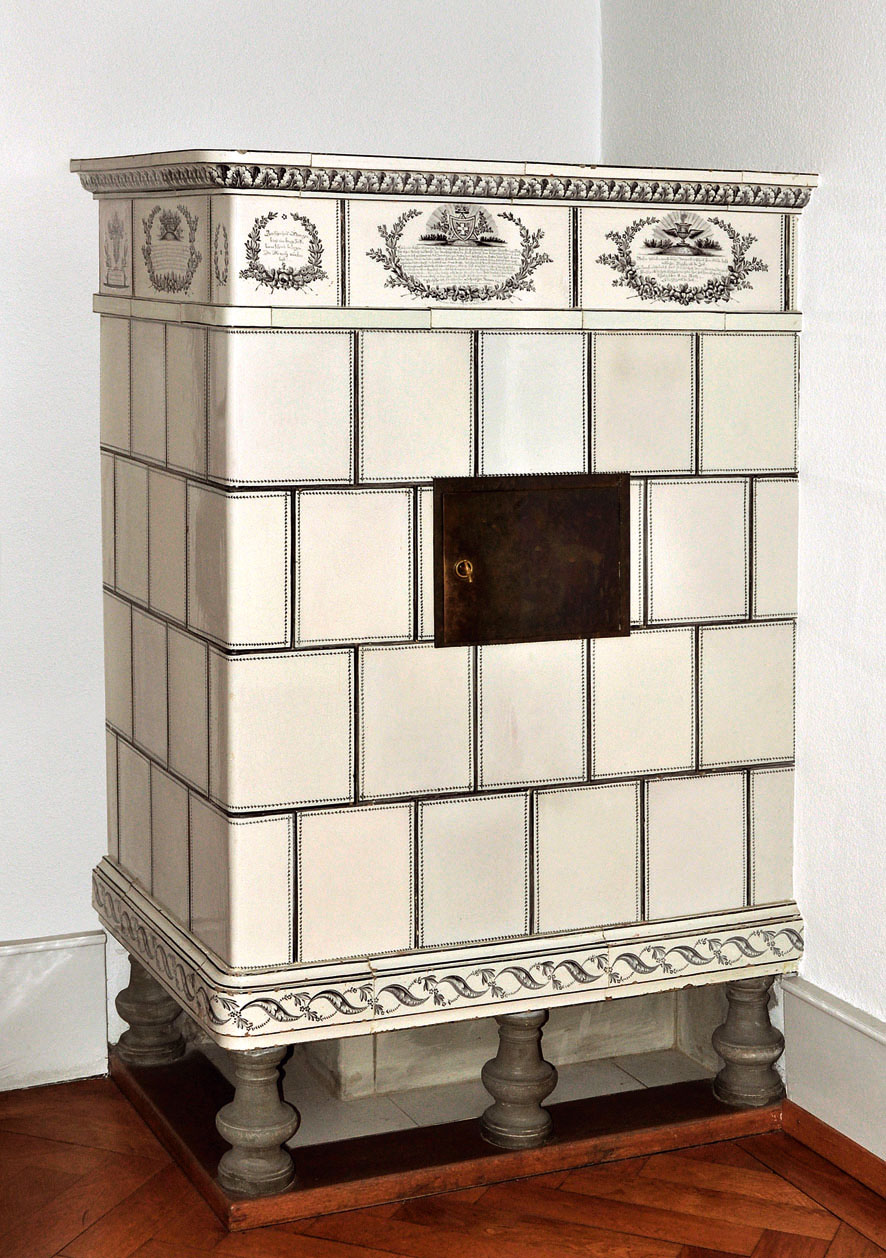
Kachelofen 1836, Hafnerei Grütter, Seeberg
Ofenkachel 1836, Spruch „Rosen pflücken …“

## Motive und Themen auf Ofenkacheln Johann Heinrich Eglis
Johann Heinrich Eglis Kachelofenmalereien bedienen sich stilistisch bei den Motiven des Empire und des Biedermeier. Kleinformatige Landschaften, Blumengirlanden, Blumenvasen oder vasenförmige, gedeckelte Urnen, Schriftrollen mit patriotischen, religiösen, moralisierenden oder die Freundschaft betonenden Sprüchen entsprechen dem auf häusliche Behaglichkeit und strenge Moral ausgerichteten Zeitgeist. Die Urnen galten sowohl als Zeichen des Totengedenkens als auch als Freundschafts- oder Liebesgaben, als Symbole für ewige Verbundenheit.

Ofenkachel 1828, Hafnerei J.J. Andres Aarau
Ofenkachel ca. 1830, Hafnerei J.J. Andres Aarau
Ofenkachel 1836, Hafnerei Grütter, Seeberg
Ofenkachel 1840, Hafnerei W. Schmid, Gipf-Oberfrick
Ofenkachel 1831, Hafnerei Grütter, Seeberg

Patriotische Motive, die vor allem den Bauernstand hervorheben, finden sich neben national-schweizerischen Themen, wie z. B. dem «Rütlischwur» oder dem «Schweizer Wahlspruch» auf zwei 1832 bzw. 1836 datierten Öfen von Johann Jakob Grütter aus Seeberg BE. Kantonale und nationale Tagespolitik findet wiederholte Male ihren Niederschlag. So schrieb Egli im April 1832 auf einer Ofenkachel «Wer kann in Basel jetzt wohl glücklich sein, dort ist jetzt keine Brüdertreu». Dieser Satz bezieht sich auf die kriegerischen Auseinandersetzungen, in deren Folge zwischen April und September 1832 die beiden Kantone Basel-Stadt und Basel-Landschaft entstanden. Über den Kanton Zug urteilt er etwa zur selben Zeit: «Das Zuger Ländle ist schön und gut, doch vieles dort noch manglen thut». In diesem Fall bleibt unklar, worauf sich die Kritik Eglis bezieht (Zug als Teil des katholischen Sonderbundes?), da die Kachel nicht datiert ist.
Auch der Aargauer Verfassungskampf von 1840/1841 findet auf einem Ofen des Hafners Wolfgang Schmid aus Gipf-Oberfrick seinen Niederschlag. Möglicherweise lässt sich daraus schliessen, dass Egli politisch zu den liberal und reformorientiert Gesinnten des Aargaus gehörte, die unter Führung des radikalen Augustin Keller in diesem Jahr die Verfassung änderten und u. a. die paritätische Vertretung von protestantischer Mehrheit und katholischer Minderheit bei den kantonalen Behörden aufhoben. Vermutlich gehört die Kachelaufschrift «Das Aargau war ja lengst schon frey, Eh dann der Landsturm kam herbey» in denselben zeitgeschichtlichen Kontext.
Die Hervorhebung von patriotischen Themen und die relativ häufig zu findende Betonung der «Bruderliebe» sind wohl als Zeichen der politischen Unsicherheit in der Zeit zwischen den liberalen Kantonsverfassungen der Zeit um 1830, den Freischarenzügen und der Bundesverfassung von 1848 zu werten.

Ofenkacheln mit dem Thema „Pestalozzi“
Ofenkachel 1823, Kornmarktpreise in Bern im Jahr 1817
Ofenkachel 1818, Kornmarktpreise 1817/1818

Im Zusammenhang mit religiösen Sprüchen, wie z. B. «Der Himmel sei des Menschen Ziel ...», griff Egli u. a. auf eine 1815 in München gedruckte Deutsche Vesper-Andacht zunächst für die katholische Pfarrgemeinde Sindelsdorf ... zurück. Möglicherweise war Egli auch ein besonderer Bewunderer des Pädagogen Johann Heinrich Pestalozzi (1746–1827) finden sich doch zweimal Bezüge zu diesem bedeutenden schweizerischen Reformer der Kindererziehung. So ist eine 1831 datierte Kachel «Dem Edeln Schulman und Freund Pestaluz» gewidmet. Eine vermutlich etwa zeitgleich entstandene Kachel aus der Sammlung des Rittersaalvereins Burgdorf verkündet «Heinrich Pestaluz, wahr ein Mann, der viel Groses hat getan!».
Die grosse Teuerung und Hungersnot der Jahre 1816/1817 findet zweimal ihren Niederschlag auf von Egli bemalten Ofenkacheln. Auf einer für den Hafner Rudolf Kuhn aus Pfäffikon bemalten Kachel hinterliess er die Kornmarktpreise Zürichs aus diesem Jahr. Eine Kachel am Ofen aus dem Gasthof «Löwen» in Utzenstorf BE nennt die bernischen Preise aus dem Jahr 1817, als aufgrund des Ausbruchs des Vulkans Tambora auf der Insel Sumbawa in Indonesien im April 1815 im Sommer 1816 Missernten in ganz Europa zu einer ungewöhnlichen Teuerungswelle führten. Auch auf eine weitere Ernährungskatastrophe europäischen Ausmasses, die auch die Schweiz betraf, ging Egli ein. Auf einer 1847 datierten Kachel findet sich «Das die Erdäpfel krank, in jedem Land, Gab Jammer, und Noth, in jedem Stand!». Der aus Mexiko stammende, und vermutlich über die USA eingeschleppte Pilz, der die Kartoffelkrautfäule auslöst, zerstörte zunächst ab 1845 die Lebensgrundlagen der irischen Landbevölkerung, trat zeitgleich auch in den Niederlanden und in Belgien auf vernichtete ab 1847 auch in der Schweiz die Kartoffelernten.
Die von Johann Heinrich Egli bis zu seinem Tod 1852 bemalten Kachelöfen prägten die Kachelofenlandschaft des Berner Aargaus, des angrenzenden Kantons Luzern, des östlichen Aargaus, des Fricktals und Teilen der Kantone Basel-Land bzw. Zürich. Seine Kacheln waren offenbar so begehrt bzw. «stilbildend», dass ihre Dekormotive z. B. in Schinznach durch den Hafner Ulrich Joho, in Thun durch den Hafner Friedrich Krebser und in Langenthal durch Johann David Staub nachgeahmt wurden. Unsicher bleibt, ob Egli auch in Fribourg in der Werkstatt von Jean-Baptiste Nuoffer arbeitete oder sein «Stil» dort in den 1820er Jahren kopiert wurde.